# Cascades Āniwaniwa
Les cascades Āniwaniwa, o cascades Rainbow, són una cascades dividides en dues parts situades al nord-est del llac Waikaremoana, a Nova Zelanda.